# Tyromyces chioneus
Tyromyces chioneus là một loại thực vật chứa sesquiterpenes có tác dụng chống HIV